# Paris Combo
Pour leur premier album, voir Paris Combo (album).
Paris Combo est un groupe de musique français, originaire de Paris. 
Il est formé en 1995, et mené par la chanteuse Belle du Berry jusqu'à son décès en 2020. Le groupe, à multiples influences, compte à son actif six albums studio, dont Living-Room, vendu à plus de 500 000 exemplaires et certifié disque d'or, et plus de mille concerts dans le monde entier. Le groupe sort son dernier album Tako Tsubo en 2017.

## Biographie

### Débuts (1995—1999)
Formé en 1995 à Paris, le groupe Paris Combo réunit des musiciens issus d'horizons divers et aux parcours déjà longs. Le cœur de la formation est la chanteuse Belle du Berry. Originaire de Bourges, elle démarre dans le post-punk avec les PPI (Pervers Polymorphes Inorganisés) puis, vers 1988—1989 avec le groupe Les Endimanchés. Ensuite, elle fait partie des Champêtres de Joie — accordéon et reprises années 30 sont au programme. C'est à cette époque qu'elle rencontre Potzi, un guitariste de jazz dont la fibre gitane tend vers Django Reinhardt, et François Jeannin (dit François-François). En 1992, Les Champêtres travaillent avec le chorégraphe Philippe Decouflé sur le spectacle créé pour la clôture des Jeux olympiques d'hiver d'Albertville.
Avec François et Potzi, elle continue à puiser la veine chanson-swing dans le groupe La Belle Équipe, tout en participant à diverses aventures dont l'inaugural Cabaret Sauvage en 1994—1995, où elle rencontre David Lewis, musicien australo/parisien, ancien compagnon de scène d'Arthur H et de Manu Dibango. La belle Équipe devient Paris Combo. L'arrivée du contrebassiste Manohisoa Razanajato complète le groupe qui tient son nom de ces petites formations jazz des années 1930, appelées combo par abréviation de l'anglais combination. Quant à Paris, lieu des rencontres et des métissages musicaux, c'est le ciment de la formation.
En 1997, ils sortent leur premier album Paris Combo sur le label indépendant Boucherie Productions. Le premier extrait est Moi, mon âme et ma conscience. Le groupe fait partie des premiers « Parrainés de France Inter ». En octobre 1998, le label Boucherie signe une licence américaine pour Paris Combo. Après une première apparition remarquée au festival de Lafayette en Louisiane, les États-Unis deviennent très vite une destination importante. La presse américaine remarque leur style musical à la fois très « parisian » mais aussi « merveilleusement éclectique » pour citer le Los Angeles Times[réf. nécessaire]. Paris Combo enchaîne les concerts, en Allemagne (Popkom) et en France, ils sont sélectionnés aux Talents 98 au MIDEM et aux Découvertes du Printemps de Bourges, puis se produisent ensuite aux Francofolies de La Rochelle et à Montréal.
Au printemps 1999, ils sortent leur deuxième album Living-Room, qui atteindra la 14e place des top albums français, qui sera certifié disque d'or dans l'hexagone avec 500 000 exemplaires vendus. Incontestablement accros à la scène, Paris Combo enchaîne les concerts — en France, avec notamment deux séries de concerts à la Cigale et à l'Olympia — puis en Australie, Asie et toujours aux États-Unis. Ils sont nommés aux Victoires de la musique en 2000 en tant que révélation.

### Années 2000—2010
Paris Combo signe son troisième album, Attraction, qui sort en novembre 2001, avec Polydor (filiale d'Universal). L'album  atteint la 51e place des top albums français le même mois. Cette fois, c'est une Carte Blanche pour trois concerts à la Cité de la musique à Paris qui marque leur saison 2002. Au début de 2004, ils jouent au Brésil, au Cabaret Festival d'Adelaide en Australie et au Hollywood Bowl à Los Angeles avec orchestre symphonique. Toujours en 2004, ils entrent en studio pour la réalisation de leur quatrième album Motifs en collaboration avec l'ingénieur du son américain Oz Fritz (Tom Waits, Bill Laswell). L'album atteint la 25e place des charts français. Fin 2005, le groupe décide de faire une pause sabbatique après dix années d’enregistrement et tournées.
En 2011, après une pause de cinq ans, le groupe se reforme à l'occasion d'une invitation à rejouer au Hollywood Bowl. Ils enregistrent leur cinquième album, 5, 150e place des charts français à sa sortie, au studio Labomatic en juillet 2012 avec les producteurs Dominique Blanc-Francard et Bénédicte Schmitt et reprennent la route des tournées françaises et internationales, enchaînant 250 concerts entre 2012 et 2016. En 2017, le groupe sort l'album Tako Tsubo, également réalisé en collaboration avec Dominique Blanc-Francard et Bénédicte Schmitt. Tako Tsubo sort aux États-Unis chez DRG/eOne, en Australie chez Stem/The Planet Company, et en Europe chez 10h10/SME/Believe.

### Décès de Belle du Berry (depuis 2020)
En 2020, malgré le décès de son leader Belle du Berry à l'âge de 54 ans, et de la pandémie de Covid-19 sur le territoire, Paris Combo continue de se produire. Il finalise l'enregistrement de son huitième album, Quesaco ?, qu'il annonce sur sa page Facebook.
Initialement prévu pour 2021 l'album ne sort finalement qu'en mai 2022. La même année, le groupe est attendu en concert à Strasbourg.

## Style musical
« Inclassables mais au centre du beau réveil de la chanson française de ces dernières années, comme un prélude aux succès de Sanseverino ou des Ogres de Barback. »

— Bertrand Dicale, Le Figaro 2005
On peut difficilement classer ce groupe, dont des albums se trouvent dans les bacs « variété française », « world » ou « jazz » selon les pays et les époques. Certains les classent dans le genre « rétro », leurs titres semblant en effet s'inspirer du style de la chanson des années 1930 (mais avec des paroles résolument modernes). Néanmoins, le métissage musical est presque une norme chez Paris Combo, diverses influences se font nettement ressentir dans leur musique : touche jazzy, latino, ou tzigane selon les morceaux.
Ce métissage musical tient peut-être aux horizons et aux origines très variées de chaque membre du groupe (Belle du Berry est du Berry, Mano est de Madagascar (membre du groupe jusqu'à 2005), Potzi vient du Sud de la France, David Lewis est australien et François Jeannin parisien), ainsi qu'à leurs lieux d'évolution musicale (Paris et l'étranger). Ce côté métissé, et malgré tout très parisien sur certaines chansons, les classe dans la catégorie world music à l'étranger.

## Membres

### Membres actuels
- David Lewis — piano, trompette
- Potzi — guitare
- François Jeannin — batterie
- Benoit Dunoyer de Segonzac — contrebasse (depuis 2017)

### Anciens membres
- Belle du Berry — chant (1995-2020) (✝)
- Manohisoa Razanajato — contrebasse (1995-2005)
- Emmanuel Chabbey — contrebasse (2011-2016)

## Discographie

### Albums studio
- 1997 : Paris Combo
- 1999 : Living-Room
- 2001 : Attraction
- 2002 : Paris Combo Live (Album Live)
- 2004 : Motifs
- 2014 : 5[6]
- 2017 : Tako Tsubo (sortie en Europe le 12 mai)
- 2022 : Quesaco ?

### Versions et remixes
- Goodbye Pinocchio[7] a été remixé par les Djs français Bart&Baker pour l'édition australienne de l'album 5.
- Je te vois partout a été remixé par Bruno Horvarth alias Patchworks pour l'édition australienne de l'album 5.